# Funk (média)
Pour les articles homonymes, voir Funk (homonymie).
Funk (correctement orthographe funk) est un service de média en ligne allemand et un réseau de contenu d'ARD et de ZDF pour les jeunes et les jeunes adultes entre 14 et 29 ans. ARD et ZDF sont des fournisseurs conjoints et des diffuseurs égaux de l'offre. Le Südwestrundfunk (SWR) est en charge.

## Groupe cible et concept
Funk s'adresse aux personnes âgées de 14 à 29 ans qui n'utilisent guère ou pas du toutes les productions télévisuelles des radiodiffuseurs de service public. Le projet est d'une valeur de 45 millions d'euros, dont deux tiers sont financés par ARD et un tiers par ZDF. Funk produit plus de 70 programmes différents, publiant régulièrement pour les plateformes de médias sociaux. Les plateformes comprennent YouTube, Facebook, Twitter, Instagram, TikTok, Spotify et Snapchat. Tout le contenu est également disponible sur l'application Web funk.net. Les programmes se concentrent sur l'information, l'orientation ou le divertissement. Il s'agit notamment de vidéos explicatives, de reportages, de vidéos comiques et de productions de fiction. De plus, certaines séries sont distribuées sous licence, d'autres également dans la version originale anglaise. Les programmes individuels sont produits par différentes sociétés de production privées, des sociétés de production internes ou les diffuseurs eux-mêmes.
Le réseau Funk est soumis aux dispositions du Traité interétatique sur la radiodiffusion. Cela comprend un examen fixe de tous les programmes sous forme de discussions avec les producteurs, qui ont lieu au moins tous les six mois.

## L'histoire
Le directeur du SWR, Peter Boudgoust, avait fait campagne publiquement pour un programme de service public pour le jeune groupe cible depuis 2011. Le 27 novembre 2012, le SWR a exprimé le souhait de fusionner EinsPlus avec ZDFkultur. La nouvelle chaîne issue de cette fusion devait être produite conjointement par ARD et ZDF et s'adresser principalement à un jeune public. La ZDF s'est montrée prudente et a souligné qu'une décision des politiciens serait inévitable. Cependant, la ZDF avait déjà fait une déclaration similaire à l'avance et, par exemple, n'excluait pas une attitude de la ZDFkultur en faveur d'une chaîne jeunesse commune.
Dans le premier épisode de Neo Magazin du 31 octobre 2013, il y avait une campagne de marketing satirique pour la nouvelle chaîne jeunesse d'ARD et ZDF en tant que joueur.
Le 17 octobre 2014, la conférence des premiers ministres allemands à Potsdam a décidé de fermer les chaînes EinsPlus et ZDFkultur au profit d'une nouvelle chaîne jeunesse en ligne d'ARD et de ZDF, qui devait à l'origine également être diffusée en télévision linéaire,. Le 3 décembre 2015, le règlement sur la nouvelle offre jeunesse a été ratifié par les Premiers ministres lors de la signature du 19e amendement au traité de radiodiffusion d'État allemand. L'amendement comprenait également un nouveau règlement sur le traité allemand de protection des médias de la jeunesse et d'autres modifications de la redevance radio. Auparavant, les parlements de l'État allemand n'avaient pu voter que de manière compacte sur cet amendement, un rejet de la nouvelle réglementation sur la protection des mineurs dans les médias aurait également entraîné des retards dans la gamme des services jeunesse et des émissions de radio. En avril 2016, Öffentlich-rechtliche Vertrag über die Veranstaltung des Jungen Angebots von ARD und ZDF (Contrat diffuseur de service public pour l'organisation de l'Offre Jeune par ARD et ZDF) a été conclu entre les radiodiffuseurs publics affiliés à l'ARD et à la ZDF.
Florian Hager est directeur général de la chaîne jeunesse depuis l'été 2015. Début décembre 2015, la ZDF a présenté la journaliste Sophie Burkhardt comme représentante de la chaîne jeunesse.
Le 15 mars 2016, le blog de la chaîne a été mis en ligne sous le nom Junges Angebot von ARD und ZDF. Le nom de la nouvelle chaîne jeunesse, Funk, a été annoncé le 29 septembre 2016. Le 1er octobre 2016, le réseau de contenu a commencé avec plus de 40 formats.

## Réception et critique
Sur welt.de, Christian Meier critique que l'argent de la contribution radio le soutient en plaçant le contenu sur des plateformes privées telles que YouTube et Instagram: «Bien qu'ils ne gagnent pas d'argent publicitaire avec les vidéos Funk, ils bénéficient en fin de compte du professionnalisme. contenu produit ». Cela contraste avec le mandat des radiodiffuseurs de service public d'atteindre également les jeunes et les jeunes adultes avec leur contenu, c'est pourquoi «les radiodiffuseurs de service public doivent se rendre là où se déroulent la formation d'opinions et la discussion sur des sujets socialement pertinents», a déclaré Florian Hager, directeur de programme. dans une interview avec Der Standard. Justus Haucap, professeur d'économie à Düsseldorf en Rhénanie du Nord-Westphalie et ancien président de la commission des monopoles, reconnaît « derrière l'offre jeunesse [...] pas besoin », car « il existe déjà un très large éventail d'offres sur YouTube et ailleurs ». Leonhard Dobusch voit également l'utilisation de plates-formes commerciales tierces comme un représentant du groupe d'intérêt «Internet» du conseil de la télévision ZDF, mais voit la Funk comme une plate-forme en soi comme un modèle pour les futurs projets de radiodiffusion de service public: «L'exemple du programme jeunesse Funk montre déjà le potentiel qu'il y a à s'éloigner de la référence d'expédition. Avec relativement peu de ressources, des expériences passionnantes et des formats innovants y sont produits sur la ligne de production continue.
Le Berliner Zeitung a vu Funk comme un succès. Le financement des chaînes par le biais des redevances a un effet positif sur le contenu. Cela se voit notamment dans le format maiLab, qui «ne concerne pas seulement l'attention, mais aussi l'éducation». Pour les producteurs de vidéos, il existe un risque de tempêtes de merde et d'agitation, qui peuvent devenir un problème s'ils n'ont aucune expérience pour y faire face. Funk propose donc un « Netzwerk von Coaches » pour aider à traiter les messages haineux. Des critiques et une agitation massives, par exemple, se sont heurtées à l'ancien format Jäger & Sammler, qui traitait de sujets d'extrême droite et recevait le prix Civis des médias en ligne, mais a reçu trois fois plus de rejet que d'approbation sur YouTube. Le rédacteur en chef de Jäger & Sammler Tarik Tesfu, qui est noir et, selon ses propres déclarations, gay, féministe et antiraciste, est devenu un écran de projection dans les médias sociaux pour les tendances xénophobes, racistes, homophobes et islamophobes.
Dans Der Spiegel, Martin U. Müller critique le fait que Funk annule des projets vitrines, comme le format d'information Jäger & Sammler produit par l'équipe éditoriale ZDF de Frontal21 ou la série 100percentme, qui était centrée sur les jeunes handicapés.
Inga Barthels de Der Tagesspiegel voit un «projet réussi» dans le format Mädelsabende, produit depuis 2018, et qui «soutient les jeunes femmes et le féminisme» en plus d'autres formats. Mädelsabende a reçu un prix Grimme en ligne. Le format a été positivement souligné dans le raisonnement du jury : « Dans le monde des rêves d'Instagram par ailleurs plutôt superficiel, le format d'histoire exigeant en termes de contenu stimule les abonnés à réfléchir et à discuter davantage. La mise en œuvre du format est non seulement convaincante en termes de contenu, mais aussi de conception et d'interactivité. » Dans Die Welt, cependant, Hannah Lühmann critique le format des soirées entre filles comme étant unilatéral pour de nombreux formats Funk. Il est « fatal que Funk, avec le bavardage unilatéral de ses offres, fasse exactement le contraire de l'illumination: il fournit à ceux qui croient déjà aux parties qui ont été mâchées jusqu'à la stupidité totale et refuse d'accepter toute ligne majeure sur laquelle on pourrait travailler de manière controversée ». Le journal Altpapier était fondamentalement d'accord avec la thèse du « désir croissant d'auto-confirmation », mais doute que les Mädelsabende soient un exemple bien choisi de cette évolution. Il a critiqué le titre sinistre, faisant de la contribution dans Die Welt elle-même une « offre d'auto-confirmation » et - comme Jonas Jansen de la FAZ l'avait écrit précédemment - une contribution pour « Guerrier de colonne de commentaire ».

## Prix
- 2019 – Prix Robert Geisendörfer pour Florian Hager et Sophie Burkhardt (programme management funk)[28].